# MTV Movie Awards 2010
Vyhlášení amerických filmových cen MTV 2010 se uskutečnilo 6. června 2010 v Universal Amphitheatre v Los Angeles v Kalifornii. Moderátorem ceremoniálu byl Aziz Ansari. Nominace byly oznámeny dne 12. května 2010.

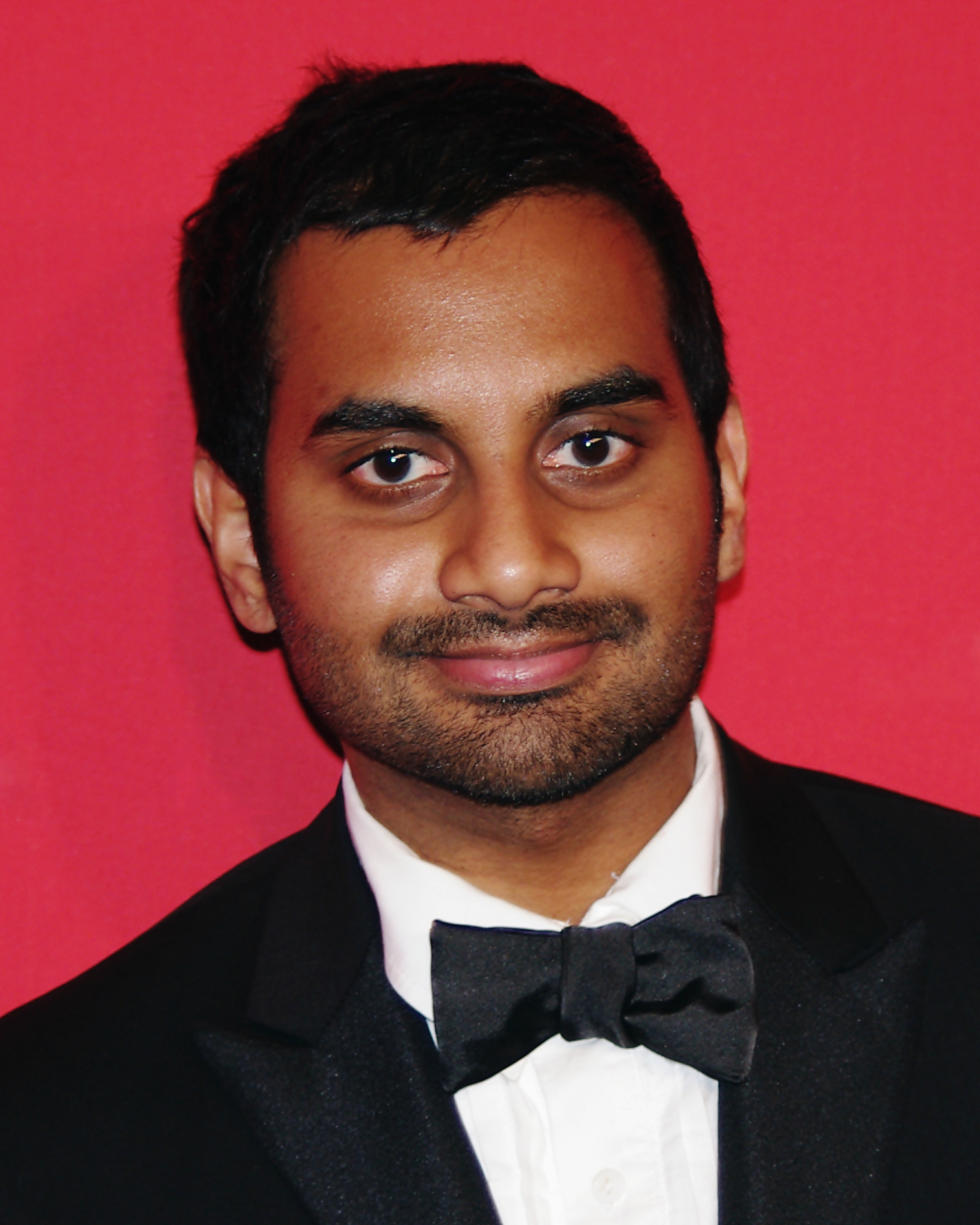
Aziz Ansari, moderátor večera

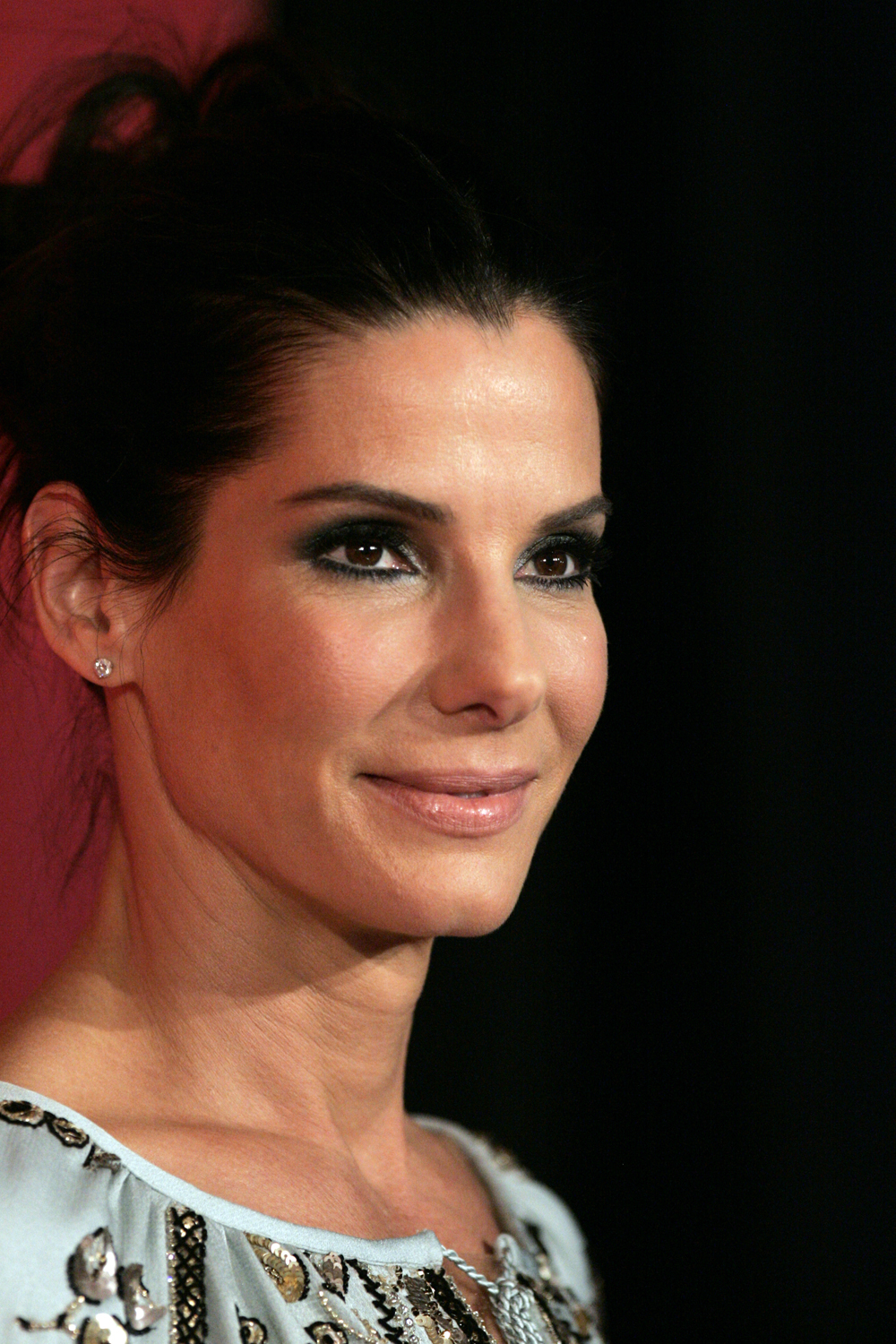
Sandra Bullock, držitelka generační ceny MTV za rok 2010

## Moderátoři a vystupující

### Moderátor
- Aziz Ansari

### Hudební vystoupení
- Ed Helms, Ken Jeong, Tom Cruise (jako postavy film Tropic Thunder) a Jennifer Lopez — „Get Right“/„Get Back“
- Katy Perry a Snoop Dogg — „California Gurls“
- Christina Aguilera — „Bionic/Not Myself Tonight/Woohoo“

### Hosté
- Adam Sandler
- Kevin James
- Chris Rock
- David Spade
- Rob Schneider
- Jonah Hill
- Russell Brand
- Sean Combs
- Steve Carell
- Paul Rudd
- Bradley Cooper
- Jessica Biel
- Jason Segel
- Miranda Cosgroveová
- Betty Whiteová
- Scarlett Johansson
- Michael Cera
- Kieran Culkin
- Anna Kendrick
- Aubrey Plaza
- Samuel L. Jackson
- Eva Mendes
- Dwayne Johnson
- Mark Wahlberg
- Will Ferrell
- Jackie Chan
- Jaden Smith
- Shaun White
- Jessica Alba
- Vanessa Hudgens
- Christopher Mintz-Plasse
- Ed Helms
- Zac Efron
- Cameron Diaz
- Tom Cruise

## Nominace a ocenění
| Film roku | Film roku |
| --- | --- |
| - Twilight sága: Nový měsíc - Alenka v říši divů - The Uninvited - Harry Potter a Princ dvojí krve - Avatar | |
| Nejlepší mužský výkon | Nejlepší ženský výkon |
| - Robert Pattinson – Twilight sága: Nový měsíc - Zac Efron – Znovu 17 - Taylor Lautner – Twilight sága: Nový měsíc - Daniel Radcliffe – Harry Potter a Princ dvojí krve - Channing Tatum – Milý Johne | - Kristen Stewart – Twilight sága: Nový měsíc - Sandra Bullock – Zrození šampióna - Amanda Seyfriedová – Milý Johne - Zoe Saldana – Avatar - Emma Watsonová – Harry Potter a Princ dvojí krve                                                           |
| Největší drsňák | Objev roku |
| - Rain – Ninja Assassin - Angelina Jolie – Salt - Chris Pine – Star Trek - Channing Tatum – G. I. Joe - Sam Worthington – Souboj Titánů | - Anna Kendrick – Lítám v tom - Quinton Aaron – Zrození šampióna - Zach Galifianakis – Pařba ve Vegas - Logan Lerman – Percy Jackson: Zloděj blesku - Zachary Levi – Alvin a Chipmunkové 2 - Gabourey Sidibe – Precious                                 |
| Největší WTF moment | Nejstrašidelnější výkon |
| - Nečekané překvapení v kufru auta – Ken Jeong (Pařba ve Vegas) - Bill Murray?! Zombie?! – Bill Murray (Zombieland) - Závody – Bobby Campo (Nezvratný osud 4) - Nečekaná transformace – Isabel Lucas (Transformers: Pomsta poražených - Zvracení zvláštní černé tekutiny – Megan Fox (Jennifer's Body – Bacha, kouše!) | - Emily Browning – Nezvaná - Bobby Campo – Nezvratný osud 4 - Jesse Eisenberg – Zombieland - Katie Featherston – Paranormal Activity - Alison Lohman – Stáhni mě do pekla                                                                               |
| Nejlepší souboj | Nejlepší polibek |
| - Beyoncé vs. Ali Larter – Posedlá - Robert Downey, Jr. vs. Mark Strong – Sherlock Holmes - Hugh Jackman a Liev Schreiber vs. Ryan Reynolds – X-Men Origins: Wolverine - Logan Lerman vs. Jake Abel – Percy Jackson: Zloděj blesku - Sam Worthington vs. Stephen Lang – Avatar                                         | - Kristen Stewart a Robert Pattinson – Twilight sága: Nový měsíc - Sandra Bullock a Ryan Reynolds – Návrh - Zoe Saldana a Sam Worthington – Avatar - Kristen Stewart a Dakota Fanning – The Runaways - Taylor Swift a Taylor Lautner – Na sv. Valentýna |
| Nejlepší komediální výkon | Nejlepší zloduch |
| - Zach Galifianakis – Pařba ve Vegas - Sandra Bullock – Návrh - Bradley Cooper – Pařba ve Vegas - Ryan Reynolds – Návrh - Ben Stiller – Noc v muzeu 2 | - Tom Felton – Harry Potter a Princ dvojí krve - Helena Bonham Carter – Alenka v říši divů - Ken Jeong – Pařba ve Vegas - Stephen Lang – Avatar - Elizabeth Banks – Nezvaná                                                                             |
| Globální superstar | |
| - Robert Pattinson - Taylor Lautner - Johnny Depp - Daniel Radcliffe - Kristen Stewart | |

### MTV Generation Award
- Sandra Bullock